# شهيد أكبر
شهيد أكبر (6 سبتمبر 1958 بحيدر آباد في الهند - 28 نوفمبر 2012) هو لاعب كريكت هندي.

## وصلات خارجية
- شهيد أكبر على موقع إي آس بي آن كريك إنفو (الإنجليزية)